# Claude Barthélemy
Claude Barthélemy (9. května 1945, Cap-Haïtien – 6. dubna 2020, New Jersey) byl haitský fotbalista, útočník.

## Fotbalová kariéra
Byl členem haitské reprezentace na Mistrovství světa ve fotbale 1974, nastoupil v utkáních proti Itálii a Polsku. Za reprezentaci Haiti hrál v letech 1967–1976. Na klubové úrovni hrál za AS Capoise Cap Haitien, Racing Club Haïtien a Detroit Cougars.